# Hogna spenceri
Hogna spenceri là một loài nhện trong họ Lycosidae.
Loài này thuộc chi Hogna. Hogna spenceri được Mary Agard Pocock miêu tả năm 1898.